# Ononis dentata
Ononis dentata é uma espécie de planta com flor pertencente à família Fabaceae. 
A autoridade científica da espécie é Sol. ex Lowe, tendo sido publicada em Transactions of the Cambridge Philosophical Society 4: 34. 1831.
A espécie ocorre na Península Ibérica, na Sicília, na Sardenha e na Macaronésia.
Trata-se de uma espécie herbácea, anual, não ameaçada, que ocorre em zonas com areia junto à costa. Floresce entre os meses de Abril e Junho.

## Sinonímia
Segundo a Flora Iberica, apresenta os seguintes sinónimos:
- Ononis reclinata subsp. dentata (Sol. ex Lowe) M. Laínz
- Ononis reclinata var. lowei Webb in Webb & Berthel.
- Ononis reclinata var. tridentata Lowe

## Portugal
Trata-se de uma espécie presente no território português, nomeadamente em Portugal Continental e no Arquipélago da Madeira.
Em termos de naturalidade é nativa das duas regiões atrás indicadas.

## Protecção
Não se encontra protegida por legislação portuguesa ou da Comunidade Europeia.